# Olga Cygan
Olga Cygan (1 de julio de 1980) es una deportista polaca que compitió en esgrima, especialista en la modalidad de espada.
Ganó dos medallas de plata en el Campeonato Europeo de Esgrima, en los años 2000 y 2005.

## Palmarés internacional
| Campeonato Europeo | Campeonato Europeo     | Campeonato Europeo | Campeonato Europeo |
| Año                | Lugar                  | Medalla            | Prueba             |
| ------------------ | ---------------------- | ------------------ | ------------------ |
| 2000               | Funchal (Portugal)     | Medalla de plata   | Espada individual  |
| 2005               | Zalaegerszeg (Hungría) | Medalla de plata   | Espada por equipos |